# Mohr-ZG
Mohr-ZG war eine österreichische Buchhandlung und Auslieferung, die 1889 gegründet wurde und die 1992 mit der Auslieferung Morawa fusionierte.

## Mohr
1889 gründete Robert Mohr die Verlags- und Kommissionsbuchhandlung Robert Mohr und übernahm die Vertretung und Auslieferung des Bibliographischen Instituts Leipzig, welches Meyers Konversations-Lexikon und den Duden herausgab. Sein Vater war der Chemiker Philipp Mohr, Dozent an der Universität Heidelberg. Er selbst hatte das Handwerk des Buchhändlers in Mainz erlernt und war ab 1878 in Wien bei Gerold & Co. und bei Manz angestellt. Rasch übernahm er auch die Auslieferung bekannter deutscher Zeitschriften in der Donaumonarchie – darunter so beliebte Blätter wie Die Gartenlaube, die Meggendorfer-Blätter, die illustrierte Knaben-Zeitung Der Gute Kamerad, Westermanns Monatshefte, Die Woche und die Leipziger Illustrierte Zeitung.
Kernbereich des Unternehmens war jedoch der Buchvertrieb. 1897 übernahm Mohr die Vertretung von Union Deutsche Verlagsgesellschaft, 1905 der Deutschen Verlags-Anstalt und 1910 der Langenscheidtschen Verlagsbuchhandlung in Berlin. Im Lauf der Jahre wurden weitere angesehene Verlagshäuser in das Sortiment aufgenommen, darunter der Atlantis Verlag (Zürich) und die Cotta’sche Verlagsbuchhandlung (Stuttgart), später auch der Julius Groos Verlag (Heidelberg), Klett, Schreiber, Stalling A.G. und schließlich auch Suhrkamp.
Robert Mohr sen. leitete das Unternehmen bis zu seinem Tod im Jahr 1934. Sein Sohn Robert-Arndt Mohr trat 1918 als Teilhaber in das väterliche Unternehmen ein und wurde nach dem Tod des Vaters Alleineigentümer.
Der Sitz der Buchhandlung war in der Singerstraße 12.

## Zentralgesellschaft
Die Zentralgesellschaft für buchgewerbliche und graphische Betriebe (ZG) wurde 1921 gegründet, stand der Großdeutschen Volkspartei nahe und fungierte als Holdinggesellschaft mehrerer angesehener Buchhandlungen in Wien. Die ZG übernahm den Vertrieb des F. A. Brockhaus-Verlag, damit der Brockhaus Enzyklopädie, der direkten Konkurrenz zu Meyers Lexika. Weiters wurden auch die Verlagshäuser C.H. Beck, Kiepenheuer & Witsch, Georg Thieme und Ferdinand Enke in Österreich vertreten. 1940 übernahm Robert-Arndt Mohr die Gesellschaft. 1955 wurden Mohr und die ZG räumlich vereinigt. Im selben Jahr wurde gemeinsam mit Konkurrenzunternehmen (Danubia, Dr. Franz Hain, L. Heidrich und O. Höfels) ein Gemeinschaftskatalog herausgegeben.

## Mohr-ZG
Im September 1960 zog sich Robert-Arndt Mohr von der Geschäftsführung zurück und übergab an Gottfried Berger, den Inhaber der Buchhandlung J. Berger am Wiener Kohlmarkt. Berger wurde im Folgejahr auch Alleineigentümer der beiden Unternehmen. In den Jahren 1969 bis 1972 wurde in mehreren Schritten umgebaut und die Lagerkapazität  mehr als verdoppelt. Eine Reihe weiterer Verlage aus Deutschland wurde als Kundschaft gewonnen, darunter der Deutsche Taschenbuch Verlag (kurz dtv, München), weiters Beltz, Ulmer, Schattauer, UTB, sowie die österreichischen Verlagshäuser Kremayr & Scheriau, Buch & Welt und Neuer Kaiser. 1975 besuchte der damalige Unterrichtsminister Fred Sinowatz die Firma. Am 25. November 1976 wurde den Unternehmen das Recht zugesprochen, das Staatswappen Österreichs zu führen. Die Auszeichnung erfolgte durch Handelsminister Josef Staribacher. In den später 1970er Jahren wurde auf EDV umgestellt, 1980 wurden neue Lager- und Büroräume geschaffen.
Im Jahr 1987 entschloss sich Gottfried Berger, den Firmensitz an die Peripherie von Wien zu verlegen. Im Folgejahr wurden völlig neue Betriebsstätten im 23. Bezirk errichtet. 1992 erfolgte die Fusion mit der Auslieferungssparte von Morawa. Die neue Firma Mohr Morawa wurde am 27. Februar 1992 mit einem Festakt eröffnet. Es sprach unter anderem Bundeskanzler Franz Vranitzky.